# Neonworm
De neonworm (Oxydromus flexuosus) is een borstelworm uit de familie Hesionidae. Oxydromus flexuosus werd in 1827 voor het eerst wetenschappelijk beschreven door Stefano Delle Chiaje als Nereis flexuosa.

## Beschrijving
De neonworm is een vrijlevende borstelworm met een lang, relatief breed lichaam, aan beide uiteinden iets taps toelopend. Het kan krachtig wegzwemmen als hij gestoord wordt. Het is donkerbruin van kleur met blauwgroene strepen over de rug. 
Het lichaam van de worm bestaat uit een kop, een cilindrisch, gesegmenteerd lichaam en een staartstukje. De kop bestaat uit een prostomium (gedeelte voor de mondopening) en een peristomium (gedeelte rond de mond) en draagt gepaarde aanhangsels (palpen, antennen en cirri).

## Verspreiding en leefgebied
Het verspreidingsgebied van de neonworm is de Noord-Atlantische Oceaan, inclusief de Middellandse Zee, het Kanaal, Noordzee, Skagerrak en het Kattegat tot aan de Sont. Deze soort wordt normaal gevonden tussen Virgularia mirabilis en de draadarmige slangster (Amphiura filiformis) in fijn modderig zand op een diepte van 5 meter tot ten minste 30 meter diep. Ook te vinden op zandbodems tussen schelpen en houvasten van zeewier.